# Динамо (Слов'янськ)
Футбольний клуб «Динамо» — український футбольний клуб, з міста Слов'янська Донецької області, заснований 1994 року. Розформований 1996 року.

## Історія
В сезоні 1994/95 команда дебютувала в чемпіонаті України серед аматорів у п'ятій підгрупі, в якій посіла перше місце.  Наступний сезон почала в Другій лізі. Головним тренером команди на той час був Олег Зубарєв. Перша гра завершилась поразкою від  армянського «Титана» (0:4). Єдину перемогу команда одержала в матчі з іллічівським «Портовиком» (1:2). По закінченню першого кола чемпіонату «Динамо» знялося зі змагань, а в усіх наступних матчах команді зарахували технічну поразку. Кращим бомбардиром клубу з 5 забитими голами став Юрій Федоренко.

## Всі сезони в незалежній Україні
| Сезон   | Чемпіонат     | Чемпіонат | Чемпіонат | Чемпіонат | Чемпіонат | Чемпіонат | Чемпіонат | Чемпіонат | Кубок        | Кубок | Кубок | Кубок | Кубок | Кубок | Кубок | Примітка |
| Сезон   | Ліга          | Місце     | І         | В         | Н         | П         | М         | О         | Етап         | І     | В     | Н     | П     | М     | О     | Примітка |
| ------- | ------------- | --------- | --------- | --------- | --------- | --------- | --------- | --------- | ------------ | ----- | ----- | ----- | ----- | ----- | ----- | -------- |
| 1995/96 | Друга Група Б | 19 з 21   | 38        | 1         | 8         | 29        | 13-36     | 11        | 1/128 фіналу | 1     | 0     | 0     | 1     | 0−1   | 0     |          |
| Всього  | Друга         | 1 сезон   | 38        | 1         | 8         | 29        | 13-36     | 11        | >1 сезон     | 1     | 0     | 0     | 1     | 0−1   | 0     |          |